# Svenska rådet för hjärt-lungräddning
Svenska rådet för hjärt-lungräddning (även "Svenska HLR-rådet") är en svensk nationell, ideell organisation med representanter från bland annat allmänheten, sjukvården, skolan, Svenska Röda Korset, Svenska Livräddningssällskapet, Civilförsvarsförbundet och Hjärt- och Lungsjukas Riksförbund.
Organisationen har sedan starten 1983, utbildat cirka 80 000 instruktörer som i sin tur har utbildat cirka 3 miljoner personer i hjärt-lungräddning.
Dess övergripande mål öka överlevnaden för personer som drabbas av plötsligt, oväntat hjärtstopp genom ett optimalt omhändertagande genom att
- utarbeta riktlinjer och utbildningsprogram för optimalt omhändertagande vid hjärtstopp,
- sprida kunskap om hjärt-lungräddning i samhället och inom sjukvården samt
- stödja forskning inom området.